# Oscar F. Willing

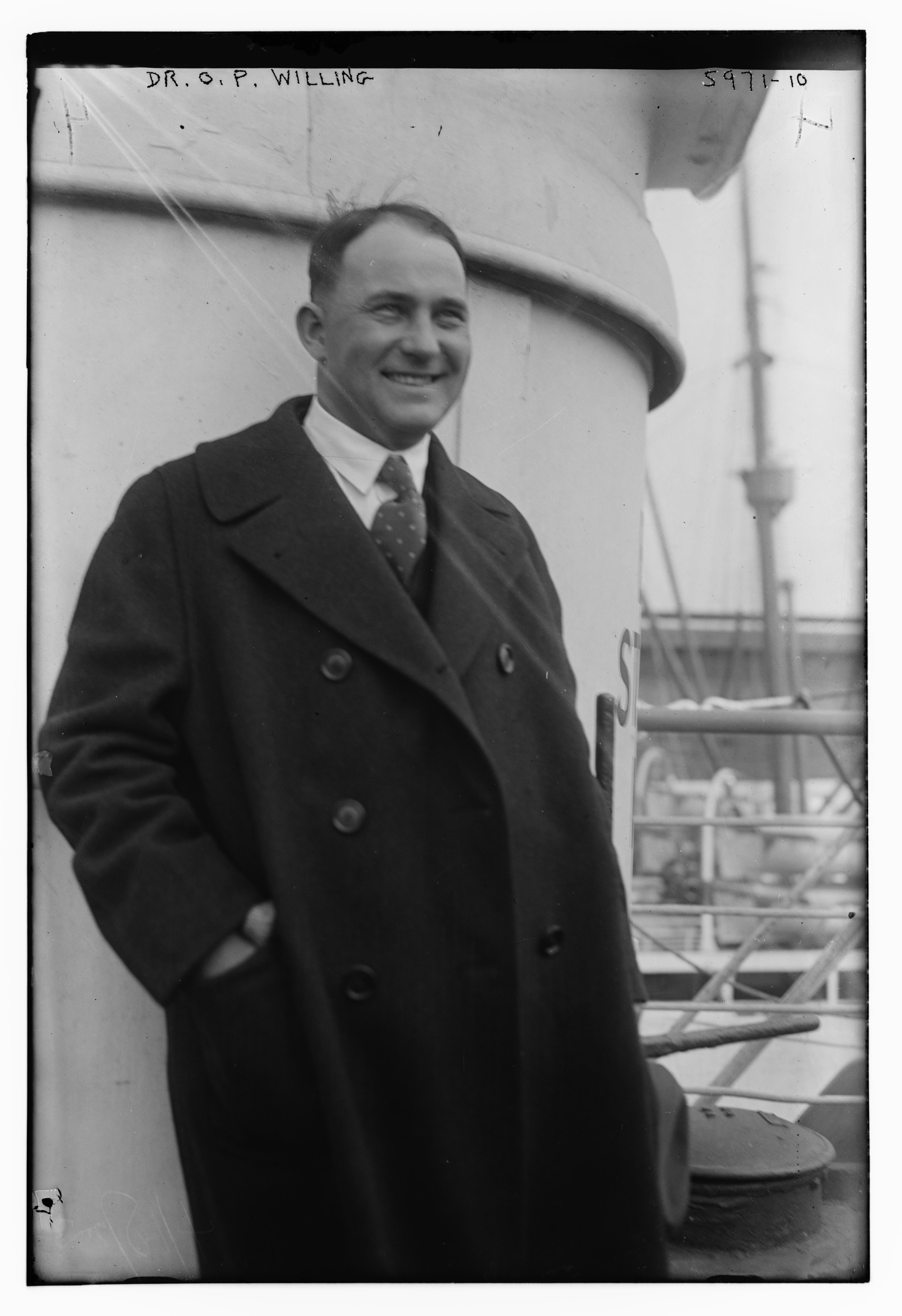
Oscar F. Willing

Oscar Frederick "Doc" Willing (Sellwood, 16 oktober 1889 - Orange County, 2 maart 1962) was een golfamateur uit de Verenigde Staten. In 1993 werd hij toegevoegd aan de Pacific Northwest Golf Hall of Fame.
Toen Willing tien jaar was begon hij wat extra geld te verdienen als caddie op de Waverley Country Club in Portland. Het duurde niet lang voordat hij zelf een goede speler werd. 
Tijdens de Eerste Wereldoorlog volgde hij in Montreal een opleiding om tandarts te worden. Toen hij in 1918 in Portland terugkwam, werd hij lid van de Weaverly Golf Club en speelde hij meer toernooien. Hij won vijf keer het amateurkampioenschap van Oregon en bereikte in 1923 en 1926 tevens de finale. Hij was ook finalist bij het US Amateur Kampioenschap in 1929, waar hij de finale verloor van Harrison R. Johnston.
Zijn eerste belangrijke overwinning was de Oregon Coast Invitational in 1919. Nadat hij in 1921 Oregon Amateur werd, speelde hij in St Louis voor het eerst het US Amateur waar hij de tweede ronde verloor van de beroemde Bobby Jones.
In 1924 won hij het PNGA Amateur in Vancouver. De finale was tegen Willie Hunter en bestond uit 36 holes matchplay. Het verbaasde niemand dat Willing na negen holes 5 down stond, want Hunter had al veel toernooien gewonnen. Maar Willing vocht terug, hij stond na 18 holes nog maar 1 down en won de partij met 1 up.
In 1928 won hij het PNGA Amateur opnieuw. Het werd op de Portland Golf Club gespeeld, waar hij in de finale tegen Don Moe speelde. Moe stond na 18 holes op 1 onder par maar 3 down in de matchplay. Dat jaar won hij ook weer het Oregon Open, waar hij net een slag minder nodig had dan Johhny Farrell, de heersende US Open kampioen.
In 1929 bereikte hij de finale van het US Amateur door in de halve finale Cyril Tolley te verslaan. Hij verloor vervolgens de finale van Harrison Johnston uit Minnesota.

## Gewonnen
- 1919: Oregon Coast Invitational
- 1920: Portland City Amateur
- 1921: Oregon Amateur, Portland City Amateur
- 1922: Oregon Amateur
- 1923: Golf Illustrated Gold Vase (tie mer Francis Quimet)
- 1924: PNGA Amateur in Vancouver, Oregom Amateur
- 1928: Oregon Open Kampioenschap, PNGA Amateur
- 1929: Oregon Amateur
- 1938: Oregon Amateur
- 1954:

## Teams
- Walker Cup: 1923, 1924, 1930